# Asperula taygetea
Asperula taygetea är en måreväxtart som beskrevs av Pierre Edmond Boissier och Theodor Heinrich von Heldreich. Asperula taygetea ingår i släktet färgmåror, och familjen måreväxter. Inga underarter finns listade i Catalogue of Life.